# Tabanus piceiventris
Tabanus piceiventris är en tvåvingeart som beskrevs av Camillo Rondani 1848. Tabanus piceiventris ingår i släktet Tabanus och familjen bromsar. Inga underarter finns listade i Catalogue of Life.